# Kako (langue)
Pour les articles homonymes, voir Kako et kkj.
Le kako (kaka, mkako), est une langue bantoue du groupe Kaka parlée à l'est du Cameroun, dans le département de la Kadey, les arrondissements de Batouri et Ndelele, également en République centrafricaine et en République du Congo.
Le nombre total de locuteurs a été estimé à 119 460.

## Écriture
Le kako est écrit avec deux alphabets standardisés suivant l’alphabet général des langues camerounaises, l’un pour le kako-est et l’autre pour le kako-ouest ou mboonjɔɔ.
| a | b | ɓ | c | d | ɗ | e | ɛ | f | g | h | i | j | k | l | m | n | ŋ | o | ɔ | p | r | s | t | u | v | w | y |

| a | b | ɓ | c | d | ɗ | e | ɛ | f | g | h | i | j | k | l | m | n | ŋ | o | ɔ | p | r | s | t | u | v | w | y | z |

Les voyelles nasalisées sont indiquées à l’aide de la cédille : ‹ a̧ ɛ̧ i̧ o̧ u̧ › pour le kako-est et ‹ a̧ i̧ u̧ › pour le kako-ouest.
Les tons ne sont généralement pas indiqués, le ton lexical ne l’est jamais, mais le ton grammatical peut être indiqué avec les accents lorsqu’il y a ambigüité,.